# Krupá (Fluss)
Die Krupá (deutsch Graupa) ist ein linker Nebenfluss der March in Tschechien.

## Geographie
Die Krupá entspringt im Glatzer Schneegebirge am Westhang des Chlupenkovec (Rauschbeerhübel, 980 m) und fließt durch den Schwarzen Graben zunächst westwärts. Unterhalb des Platzenberger Passes (Kladské sedlo / Przełęcz Płoszczyna) fließt ein vom Rykowisko (Wolfsberg) kommender rechter Quellbach zu. Danach führt der Lauf in südliche Richtung über Seninka, Nová Seninka, Nový Rumburk, Květná, Staré Město bis Vysoké Žibřidovice. Hier bildet die Krupá ein enges felsiges Tal und mündet zwischen Žleb und Hanušovice unterhalb des Ptáčník (Vogelstein, 645 m) nach 19,2 Kilometern bei der Bahnstation Hanušovice zastávka in die March.
Die Bahnstrecke Hanušovice–Staré Měst führt zwischen Hanušovice zastávka und Staré Město durch das Tal des Flusses.

## Zuflüsse
- Zrcadlový potok (r), Nová Seninka
- Stříbrnický potok (Steinbach) (r), Nový Rumburk
- Kunčický potok (Blumenbach) (l), Květná
- Vrbenský potok (Teltschbach) (l), Staré Město
- Kozí potok (Zickenbach) (r), Staré Město
- Hajmrlovský potok (Viebichbach) (l), Staré Město
- Štěpánovský potok (r), oberhalb Chrastice
- Chrastický potok (Heinzenbach) (r), bei Chrastice
- Prudký potok (Schnellbach) (r), bei Vysoké Žibřidovice